# Transports Metropolitans de Barcelona
Transports Metropolitans de Barcelona (TMB) is het belangrijkste openbaarvervoersbedrijf in Barcelona en is een fusie van de voormalige Ferrocarril Metropolità de Barcelona, SA. en Transports de Barcelona, SA. Het verzorgt het grootste deel van de metro- en lokale buslijnen in Barcelona en zijn metropool.
In 2006 vervoerde TMB 561,11 miljoen passagiers. Het bedrijf heeft ruim zevenduizend medewerkers.

## Bus
Het busnetwerk bedient de agglomeratie Barcelona met 106 lijnen die een totale lengte van 935,95 kilometer hebben (2011).

## Metro
De metro van Barcelona heeft 166 stations. De TMB exploiteert acht van de elf metrolijnen van het metronet van Barcelona. De andere drie lijnen worden door de FGC beheerd.
| Lijn | Geopend | Route                               |
| ---- | ------- | ----------------------------------- |
|      | 1926    | Hospital de Bellvitge - Fondo       |
|      | 1995    | Paral·lel - Badalona - Pompeu Fabra |
|      | 1924    | Zona Universitària - Trinitat Nova  |
|      | 1973    | Trinitat Nova - La Pau              |
|      | 1959    | Cornellà Centre - Vall d'Hebron     |
|      | 2009    | La Sagrera - Can Zam                |
|      | 2010    | La Sagrera - Gorg                   |
|      | 2003    | Trinitat Nova - Can Cuiàs           |

## Tram
Een van de zeven tramlijnen van Barcelona, de toeristische Tramvia Blau wordt door de TMB in stand gehouden. De andere zes lijnen zijn in concessie uitgegeven aan TRAM, die de Trambaix en de Trambesòs exploiteert. Van het consortium TRAM is de TMB een van de aandeelhouders.

## Kabelspoorwegen
Als exploitant beheert de TMB een kabelspoorweg, de Funicular de Montjuïc, die tot het metronet behoort.
| Lijn | Type          | Geopend | Route                        |
| ---- | ------------- | ------- | ---------------------------- |
|      | Kabelspoorweg | 1929    | Paral·lel - Parc de Montjuïc |

## Kabelbaan
Ook de kabelbaan van de Montjuïc wordt door de TMB geëxploiteerd.